# Бредаль, Аннелис
Аннелис Бредаль (нидерл. Annelies Bredael; род. 15 июня 1965, Виллебрук, Антверпен) — бельгийская гребчиха, выступавшая за сборную Бельгии по академической гребле в 1980-х и 1990-х годах. Серебряная призёрка летних Олимпийских игр в Барселоне, обладательница трёх бронзовых медалей чемпионатов мира, победительница и призёрка многих регат национального значения. 

## Биография
Аннелис Бредаль родилась 15 июня 1965 года в муниципалитете Виллебрук провинции Антверпен, Бельгия. Занималась академической греблей в местном гребном клубе.
Дебютировала в гребле на международной арене в 1983 году, выступив в парных двойках на юниорском мировом первенстве в Виши.
В 1985 году вошла в основной состав бельгийской национальной сборной и отправилась выступать на взрослом чемпионате мира в Хазевинкеле — в зачёте парных двоек сумела квалифицироваться лишь в утешительный финал B и расположилась в итоговом протоколе соревнований на восьмой строке.
На мировом первенстве 1987 года в Копенгагене была шестой в парных двойках.
Благодаря череде удачных выступлений удостоилась права защищать честь страны на летних Олимпийских играх 1988 года в Сеуле — стартовала в программе парных четвёрок, показав в главном финале шестой результат.
В 1989 году в одиночках заняла восьмое место на чемпионате мира в Бледе.
В 1991 году побывала на мировом первенстве в Вене, откуда привезла награду бронзового достоинства, выигранную в одиночках. Кроме того, в той же дисциплине одержала победу на этапе Кубка мира в Дуйсбурге.
Находясь в числе лидеров гребной команды Бельгии, благополучно прошла отбор на Олимпийские игры 1992 года в Барселоне — в решающем финальном заезде парных одиночек пришла к финишу второй, уступив только румынке Элисабете Липэ, и тем самым завоевала серебряную олимпийскую медаль. За это выдающееся достижение по итогам сезона Бредаль была признана лучшей бельгийской спортсменкой года и лучшей спортсменкой Фландрии, получила Бельгийскую национальную награду за спортивные заслуги.
После барселонской Олимпиады Аннелис Бредаль осталась в составе бельгийской национальной сборной на ещё один олимпийский цикл и продолжила принимать участие в крупнейших международных регатах. Так, в 1993 году в одиночках на различных этапах Кубка мира она в общей сложности получила четыре серебряные и одну бронзовую медали, тогда как на чемпионате мира в Рачице была пятой.
В 1994 году в одиночках стала бронзовой призёркой мирового первенства в Индианаполисе, победила на этапе Кубка мира в Париже.
На чемпионате мира 1995 года в Тампере вновь взяла бронзу в одиночках.
В 1996 году отправилась представлять страну на Олимпийских играх 1996 года в Атланте, где заняла в одиночках итоговое седьмое место.